# バスストップ (テレビドラマ)
『バスストップ Summer Destiny』は、2000年7月3日から9月18日までフジテレビ系の「月9」枠で、毎週月曜日21:00 - 21:54に放送されたテレビドラマ。主演は飯島直子と内村光良。全12回。

## 概要
キャリアウーマンと路線バスの運転士との恋愛を描いたラブストーリー。
ヒロインにとって、元婚約者の名前が笹島 小次郎（ささじま こじろう）で、次に恋愛感情を告白された男性の名前は宮前 武蔵（みやまえ むさし）であり、そのことを宮本武蔵と佐々木小次郎による巌流島の決闘と関連付けるセリフが作中に出てくる。また「武蔵VS小次郎」というワードが入るサブタイトルの回もある（#放送日程を参照）。
2000年にVHSでビデオソフトが発売された後、2001年にDVD（全6巻）、2007年にDVD-BOXがフジテレビから発売された。

## あらすじ
キャリアウーマンとして働く夏生（飯島）は、仕事の失敗で2億もの損害を会社に与えてしまい、左遷されることに。新しい赴任先への出勤初日、車で会社に向かっていたところ、暑さでオーバーヒートしてしまい、困った夏生は、たまたま近くの停留所から走り出そうとするバスを見つけるが…。

## キャスト
- 年齢を付記している役名および、その役の年齢・演者名の出典は、フジテレビ公式サイト。

小谷 夏生〈30〉
演 - 飯島直子
笹島コーポレーションでデータ管理部に所属。花形部署の企画開発部に6年間所属し、唯一の女性チーフとして輝かしい業績をあげてきたが、自身のミスで会社に2億円の損害を与えたことで異動を命じられて現在の部署に移っている。
宮前 武蔵〈33〉
演 - 内村光良
笹島コーポレーションの子会社である東西バスの運転士。熊本県出身で、高校時代は相撲部に所属していた。親戚の三上親子の家に居候している。キレた時には決まって誰彼問わず熊本弁を発する。月収は246,328円。
阿部 究吾〈27〉
演 - 国分太一
夏生の後輩社員で、笹島コーポレーション企画開発部に所属。父は同社のメインバンクの頭取である。
宮前 祭〈19〉
演 - 内山理名
武蔵の妹であるが、武蔵の実母と祭の実父が子連れ同士の再婚のため、血縁関係はない。短期大学生であり、熊本の学校から東京の学校へ編入するため上京したのを機に、TAVERN IN THE BLUEでカフェ営業時のアルバイトを始めた。武蔵同様、キレた時には大概熊本弁を発する。
小谷 文也〈23〉
演 - 吉沢悠
夏生の弟。画家であった亡き父からの影響をうけて絵画を描いているが、まだコンクールに入選したことはない。TAVERN IN THE BLUEでバー営業時のバーテンダーのアルバイトをしている。
史村 千賢〈30〉
演 - 網浜直子
笹島コーポレーションで秘書を務めている。
北原 遥〈19〉
演 - 星野真里
生まれつき目が見えない。文也が運転するバイクにはねられ、大腿骨を複雑骨折して病院に入院中であり、車椅子を使用している。手術は成功しており、2か月ほどのリハビリをすれば歩けるようになる見込みであるが、リハビリを拒んでいる。
三上 和馬〈26〉
演 - 川端竜太
武蔵の従弟で、武蔵と同じく東西バス運転士。
成瀬 浩〈24〉
演 - 安藤亮司
東西バス整備士。
三上 信介〈60〉
演 - 不破万作
武蔵の叔父（武蔵の実母の弟）で和馬の父。自宅で和菓子店を経営している。
三上 和枝〈55〉
演 - 鷲尾真知子
武蔵の叔母で和馬の母。
神部 豊〈38〉
演 - 長江英和
東西バス運転士。
小林 小百合（18）
演 - 矢作美樹
東西バス事務員。
坂田 靖夫
演 - 中丸新将
夏生の上司で、笹島コーポレーション・データ管理部長。
笹島 公子
演 - 長内美那子
小次郎の母。
岸原 隆司〈50〉
演 - 佐々木勝彦
笹島コーポレーション秘書部長。小次郎の担当を長年務めている。
平岡 由起夫〈45〉
演 - 小倉久寛
武蔵の上司で、東西バス営業所長。
笹島 小次郎〈38〉
演 - 柳葉敏郎
夏生の元婚約者で、笹島コーポレーション専務取締役。病気で入院している社長の息子である。ニューヨークに転勤中で、夏生がデータ管理部に異動させられたことを知らない。夏生が企画開発部に配属された当時から同部署での上司だった時期がある。
※第4話ではオープニング・テーマの『Pearl』をプロデュースしたYOSHIKIが、TAVERN IN THE BLUEのバー営業時の客役でカメオ出演している。

## スタッフ
- 脚本：いずみ吉紘
- 演出：武内英樹、西浦正記、光野道夫
- プロデュース：栗原美和子、羽鳥健一
- オープニング・テーマ：Shiro「Pearl」（エクスタシー・ジャパン）[12]
- 主題歌：Mr.Children「NOT FOUND」（TOY'S FACTORY）[13]
- 演出補：久保田哲史
- プロデュース補：村井令子
- 広報：稲葉匡信
- 制作担当：中山裕隆
- 制作主任：西島豊、福嶋昭二郎
- 制作：フジテレビ第一制作部
- 制作著作：フジテレビ

## 放送日程
| 各話                                                       | 放送日  | サブタイトル                       | 演出     | 視聴率 |
| ---------------------------------------------------------- | ------- | ---------------------------------- | -------- | ------ |
| 1st Drive                                                  | 7月03日 | 恋をしました                       |          | 19.5%  |
| 2nd Drive                                                  | 7月10日 | 想い出の指輪を…                    |          | 16.9%  |
| 3rd Drive                                                  | 7月17日 | 接近                               | 武内英樹 | 16.9%  |
| 4th Drive                                                  | 7月24日 | 哀しみと怒りの初デート…            |          | 15.7%  |
| 5th Drive                                                  | 7月31日 | 世界一心に響くプレゼント           | 西浦正記 | 16.6%  |
| 6th Drive                                                  | 8月07日 | 最強の恋敵!小次郎の帰国            |          | 17.0%  |
| 7th Drive                                                  | 8月14日 | 武蔵VS小次郎!恋の初対決            | 光野道夫 | 15.9%  |
| 8th Drive                                                  | 8月21日 | 見たくなかったキスシーン           |          | 17.2%  |
| 9th Drive                                                  | 8月28日 | 男の号泣!指輪の行方は…             |          | 15.6%  |
| 10th Drive                                                 | 9月04日 | ついにプロポーズ                   | 西浦正記 | 16.2%  |
| 11th Drive                                                 | 9月11日 | 激突!予想外の結末                  |          | 18.5%  |
| 12th Drive                                                 | 9月18日 | 最後の賭け!武蔵の号泣、涙の意味は… |          | 20.5%  |
| 平均視聴率 17.2%（視聴率は関東地区・ビデオリサーチ社調べ） |         |                                    |          |        |

- 最終回は21時 - 22時9分の15分拡大放送。

## 関連商品
- 「バスストップ DVD-BOX」初回限定販売（2001年1月25日、ジェネオンエンタテインメント）
- 「きっとうまくいくから-バスストップ発30女の幸福論」（2000年8月、フジテレビ出版）

## 備考
- 武蔵が夏生のために打ち上げ花火をプレゼントするシーンは、上地雄輔が当時交際していた女性に対してサプライズとして行おうと考えた事柄を本作のプロデューサーが取り入れたものである（『あっぱれさんま大教授』2008年5月4日放送分）。